# 三津の渡し

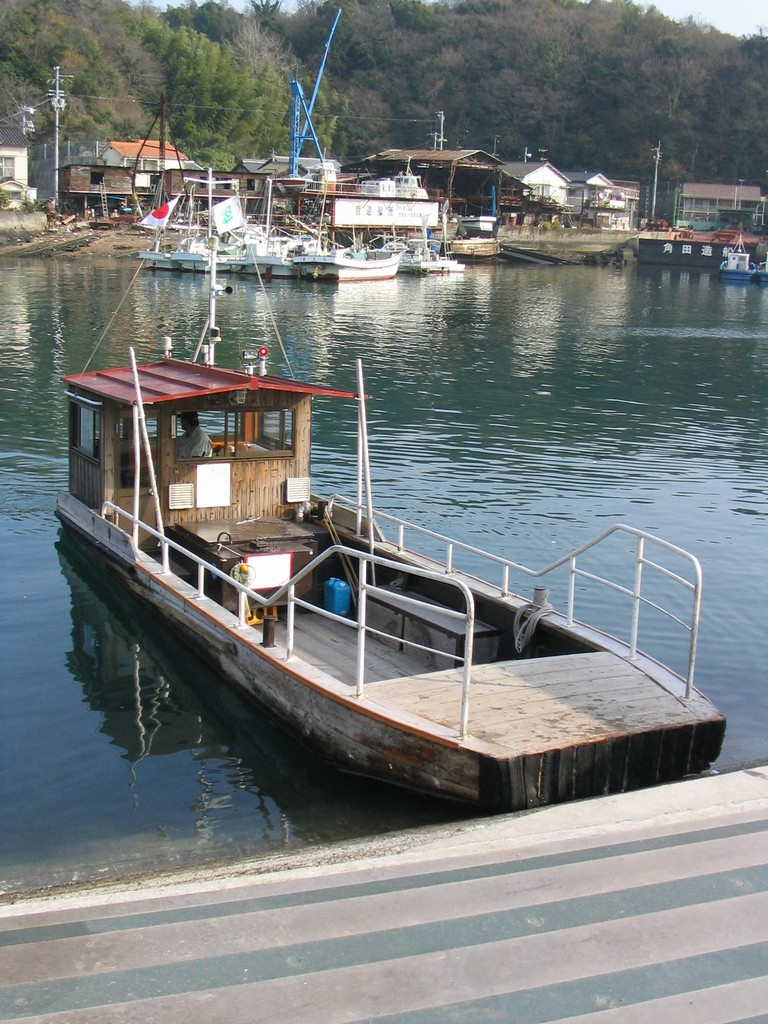
渡し舟

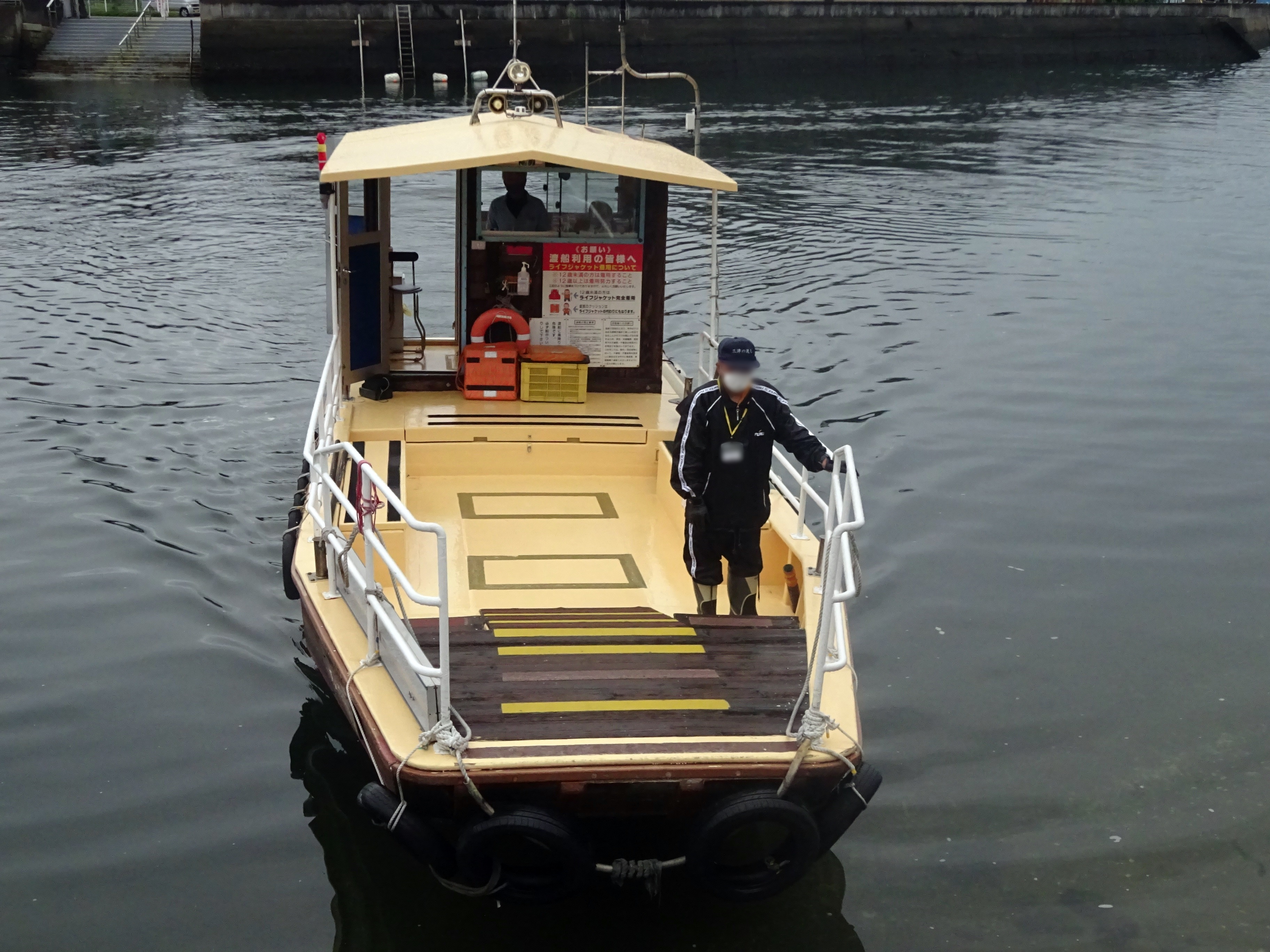
運航の様子（2021年）

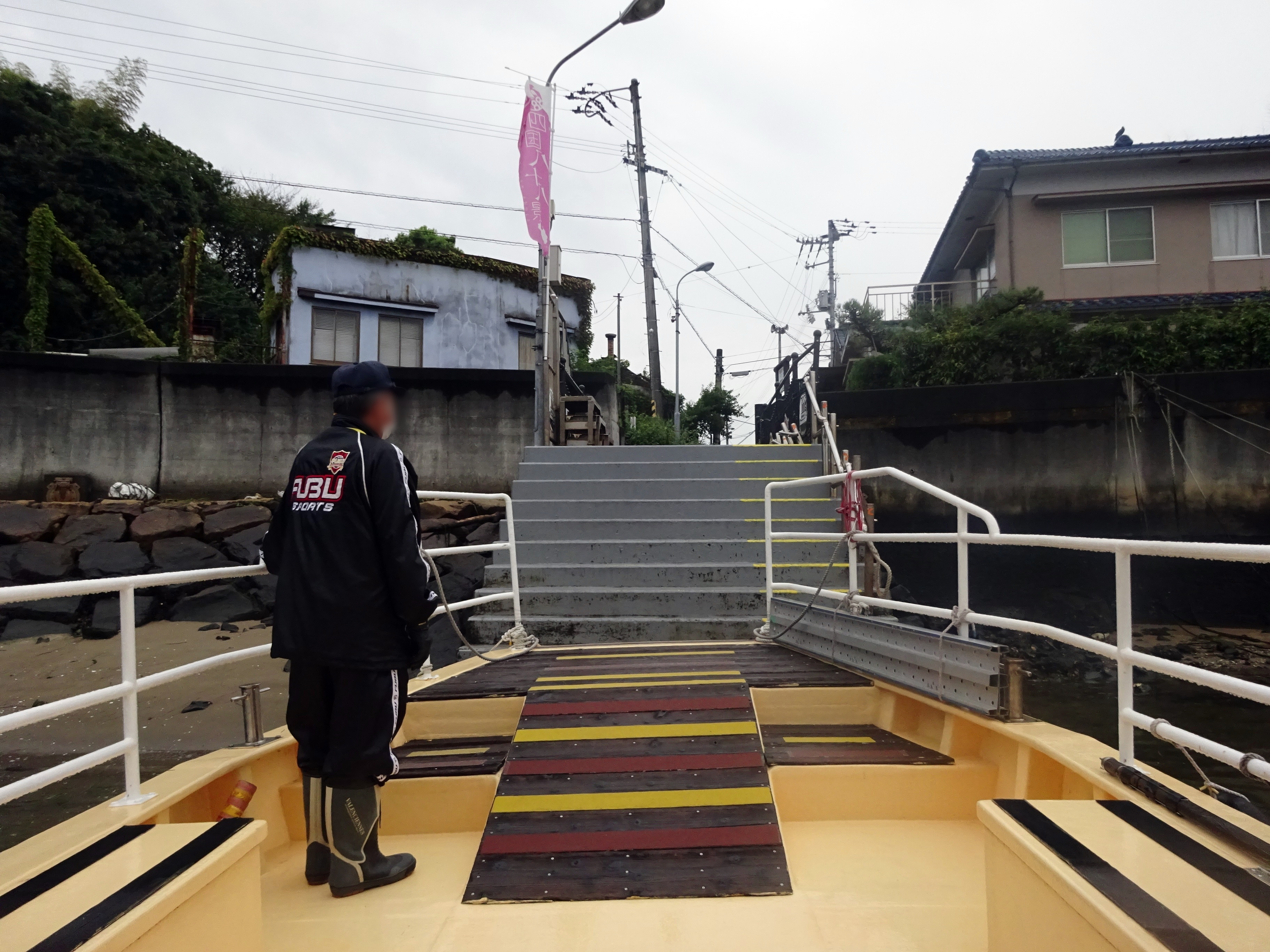
船上の様子（港山側）

三津の渡し（みつのわたし）は、愛媛県松山市の三津浜港（松山港の三津浜地区）内で運航されている松山市営の渡し舟。正式名称は松山市道高浜2号線という公道である。四国八十八景55番。
音戸の渡し（令和３年10月に廃止）が120mで日本一短い航路（渡し）とされていたが、実はここの渡しは80mである。時間による定期就航ではなく、反対側に接岸している場合は、堤防に設置されている呼び鈴を押すか、手を挙げれば、こちらに迎えに来てくれる。

## 概要
三津浜の西性寺前と港山地区との間の約80mを、全長約9メートル・定員約10名の小型動力船で結んでいる。運航時間は7時から19時で、無休。運行区間は公道であるため、運賃は無料。通勤・通学などの市民の足として利用されている。船長は委託の市職員。車両は積載不可だが、自転車の積み込みは可能。正式名称が示すとおり海上を走る市道である。
松山を舞台とした映画「がんばっていきまっしょい」においては主人公が通学中に利用する場面が登場する。

## 由来
三津の渡しのはじまりは港山地区側にある港山城の築城の頃にまで遡る。1467年当時河野氏分家である河野予州家の河野通春が港山城に拠り、物資輸送と城兵が三津浜側にあった須崎の浜に毎朝食料を買い求めるために利用したのがはじまりという。
その後、豊臣秀吉の四国征伐により港山城が廃城となったあとも三津浜には松山藩の水軍が置かれ、須崎の魚市場の賑わいと共に渡しも「須崎の渡し」「三津の渡し」「古深里(こぶかり)の渡し」「港山の渡し」などと呼ばれ、行商人や地元民の足として利用され続けることになる。
1795年には俳人の小林一茶が港山側にあった古深里洗心庵の句会に参加するため、この渡しを利用している。
大正の頃までは水竿で船は操られており、その後は長く手漕ぎ時代が続くが、1970年に動力船が導入され現在の形となる。